# The Lost Tapes
The Lost Tapes @ Bell Sound Studios NYC är ett album av Monica Zetterlund, utgivet 1996. Inspelningarna gjordes i New York i mars 1960 men glömdes bort. Först 35 år senare upptäcktes banden och gavs på cd 1996.

## Låtlista
1. What Can I Say After I Say I'm Sorry (Walter Donaldson/Abe Lyman) – 2'06
2. There'll be Another Spring (Peggy Lee/Hubie Wheeler) – 3'43
3. Nothing at All (John Frigo) – 4'17
4. He's My Guy (Don Raye/Gene de Paul) – 2'55
5. You Look Like Someone (okänd) – 4'32
6. Nature Boy (Eden Ahbez) – 3'02
7. Come Rain or Come Shine (Harold Arlen/Johnny Mercer) – 2'16
8. I Can't Give You Anything But Love (Jimmy McHugh/Dorothy Fields) – 3'17
9. Ack Värmeland du sköna (trad) – 2'41
10. One for My Baby (Harold Arlen/Johnny Mercer) – 4'25
11. Sounds of Spring (Leonard Feather) – 3'12
12. I'm a Fool to Want You (Jack Wolf/Joel Herron/Frank Sinatra) – 3'10

## Medverkande
- Monica Zetterlund – sång
- Zoot Sims – tenorsaxofon (1,4,7,14)
- Al Hall – trumpet (2,5,8,12,13,15,16)
- Thad Jones – trumpet (3,6,10,11)
- Jimmy Jones – piano
- Milt Hinton – bas
- Osie Johnson – trummor (1,3,4,6,7,10,11,14)
- Bobby Donaldson – trummor (2,5,8,12,13,15,16)

## Listplaceringar
| Lista (1996) | Topplacering |
| ------------ | ------------ |
| Sverige      | 18           |